# Иванов, Александр Сергеевич (российский хоккеист)
Александр Сергеевич Иванов (род. 3 октября 1975) — советский и российский хоккеист, нападающий.

## Биография
Воспитанник СДЮШОР «Динамо» Москва. Выступал за команды «Динамо-2» Москва (1991/92 — 1992/93), «Кристалл» Саратов (1993/94 — 1997/98), «Химик» Энгельс (1993/94 — 1997/98), «Кристалл-2» и «Спартак-2» (1997/98), «Стандарт» Менделеево (1998/99 — 1999/2000), «Титан» Клин (2000/01).